# Fredrik Liverstam
Dan Fredrik Liverstam (Helsingborg, 4 marzo 1988) è un calciatore svedese, difensore dell'Eskilsminne.

## Palmarès

### Club

#### Competizioni nazionali
- Coppa di Svezia: 1

Helsingborg: 2010
- Superettan: 1

Helsingborg: 2018